# 偏锗酸铅
偏锗酸铅是铅的一种锗酸盐。另外一种锗酸盐 Pb5Ge3O11 也是已知的。

## 制备
偏锗酸铅可以由二氧化锗和乙酸铅反应而成。

## 性质
偏锗酸铅是一种固体,具有很强的热电效应。它有两种结构：三方和正交晶系，转变温度在 600 °C 以上。在高压下，偏锗酸铅也可以形成立方晶系的晶体。